# Дарвел (футбольний клуб)
«Дарвел» (англ. Darvel F.C.) — шотландський футбольний клуб з міста Дарвел, графство Ершир.

## Історія
Футбольний клуб «Дарвел», який отримав прізвисько «The Vale», був заснований у 1889 році.
Клуб дійшов до фіналу Кубка Шотландії серед юніорів 1975/76 років, але програв клубу «Бонесс Юнайтед» з рахунком 3:0
«Дарвел» виграв титул Ліги округу Ейршир у сезоні 2016/17, щоб отримати підвищення до Першого дивізіону Західної Суперліги (перейменовано на Чемпіонат Заходу), другого рівня структури ліги Західного регіону.
З червня 2013 року по листопад 2017 року командою керував Скотт Клелланд. 14 лютого 2019 року Дарвел оголосив, що Мік Кеннеді буде новим менеджером на сезон 2019/20.
«Дарвел» і «Блантайр Вікторія» були оголошені спільними переможцями Чемпіонату Західного регіону в 2019/20 роках після того, як сезон був передчасно зупинений через пандемію COVID-19.
Дарвел приєднався до футбольної ліги Західної Шотландії 2020/21 разом з усіма іншими юніорськими клубами Західного регіону та вийшов у Прем'єр-дивізіон у першому сезоні. У першому повному сезоні вони виграли Прем'єр-дивізіон 2021/22 років.
У січні 2023 року «Дарвел» влаштував одну із найбільших сенсацій в історії Кубка Шотландії, перемігши команду з Прем'єршипу «Абердин» з рахунком 1:0 у Четвертому раунді і вийшов до 1/8 фіналу турніру.